# O Clube das Infiéis
O Clube das Infiéis é um filme brasileiro de 1974 dirigido por Cláudio Cunha.

## Elenco
- Kleber Afonso
- Analy Alvarez
- Carmem Angélica
- Enoque Batista
- Nice Beguet
- Mário Bruni
- Sebastião Campos
- Cláudio Cunha
- Liliana Cunha
- Valéria D'Ellia
- Célia Fróes
- Sérgio Hingst
- Iara Marques
- Cila Monteiro
- Aldine Müller
- Célia Pozzi
- Helena Ramos
- Márcia Rosa
- Marcos Rossi
- Silas Sales
- Lidu Siqueira
- Tony Tornado